# Terebra moolenbeeki
Terebra moolenbeeki é uma espécie de gastrópode do gênero Terebra, pertencente a família Terebridae.